# 제공권

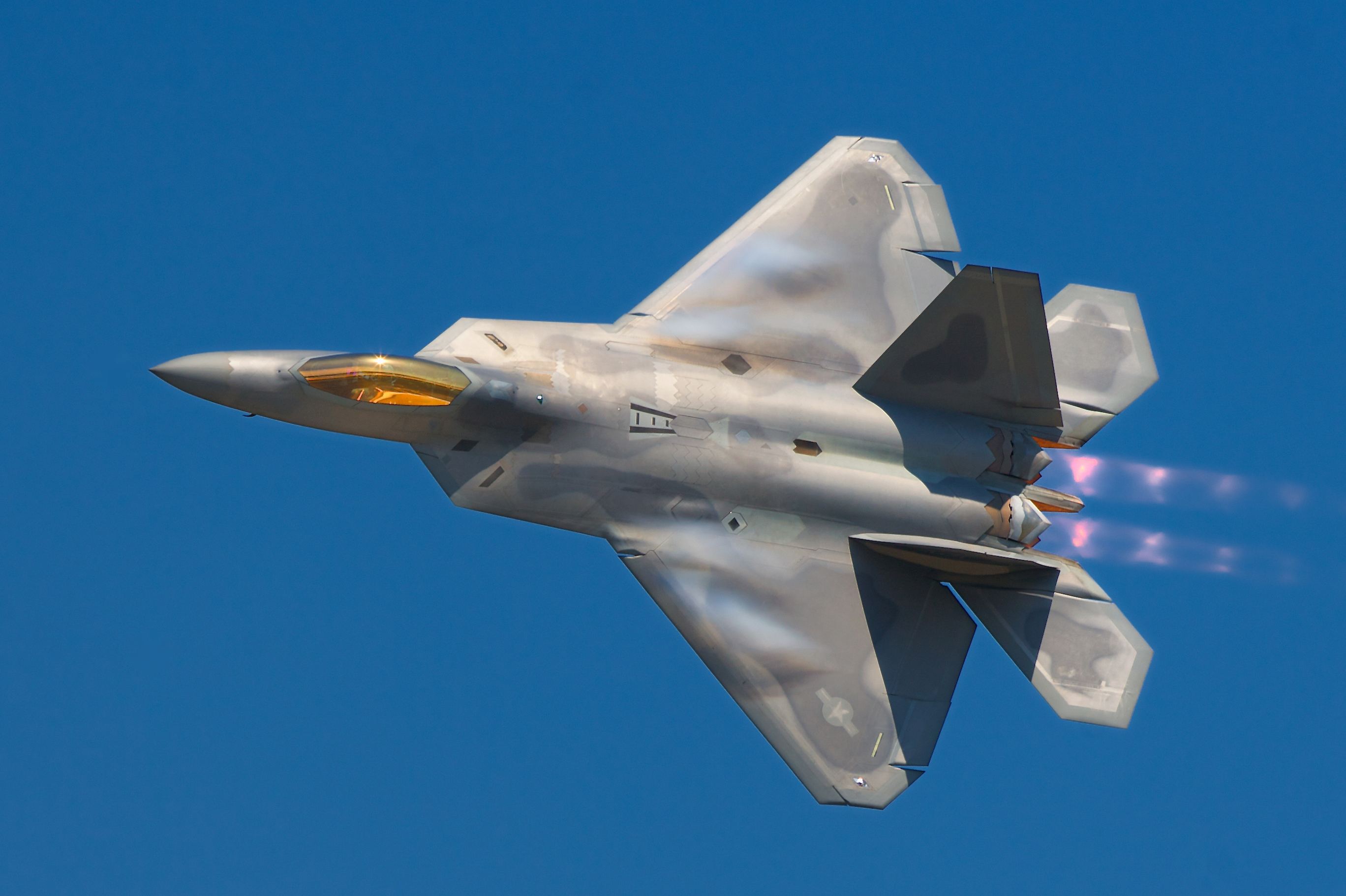
5세대 제공전투기 F-22 랩터

제공권(制空權, air supremacy)은 적의 공중 전력이 효율적인 개입을 하지 못하도록 항공 전력의 우세를 보이는 것이다.
1920년대 초 이탈리아의 장군 기울리오 두헤(Giulio Douhet)는 일정 시간 내에 일정 공역의 통제권을 탈취하여 스스로의 작전행동을 보장하고 적 항공병의 위협을 회피하거나 감소시켜 아군을 보호하는 것을 제공권의 개념으로 제시하였다. 폴 케네디는 제2차 세계대전 당시 연합국의 승리 요인으로 전투기 양산 능력을 앞세운 제공권의 확보를 꼽으면서, 제공권의 확보는 육군과 해군의 작전 성공과 적 전시경제의 타격을 위한 중요한 전력이라고 언급하였다. 현대전에서 제공권은 전통적인 의미의 전투 중 공역 확보 이외에도 비행금지구역의 설정과 같은 평시 공중력 억제, 육군과 해군의 작전에 대한 보조를 넘어 직접 전쟁 승리를 달성하는 수단 등으로 의미가 확보되고 있다.

## 제공권의 수준
제공권의 수준은 크게 네가지로 분류된다.
- 항공 패권(Air supremacy)은 한 쪽이 제공권을 완전히 장악한 최고 수준이다. NATO와 미 국방부는 "상대 공군이 효과적인 간섭을 할 수 없는 제공권의 정도"로 정의한다.[4][5][6]
- 항공우위(Air superiority)는 상대보다 한 쪽이 유리한 위치에 있는 두 번째 단계이다. NATO 용어집에는 "공중전에서 한 쪽과 그와 관련된 육해공군이 주어진 시간과 장소에서 적의 공군의 간섭 없이 작전을 수행할 수 있을 정도의 우세한 정도"로 정의되어 있다.[5]
- 유리한 공중 상황(Favorable air situation)은 "적 공군이 적용하는 제공권 통제의 정도가 아군의 육상, 해상 또는 공중 작전의 성공에 영향을 주기에 충분하지 않은 공중 상황"으로 정의된다.[4]
- 공중 대등(Air parity)은 어느 쪽도 하늘을 통제할 수 없는 가장 낮은 수준의 통제이다.

## 역사

### 제 1차 세계대전
제1차 세계 대전은 1915년 7월 1일 오후에 최초로 기관총을 장착한 항공기의 배치를 포함하여 공중전 분야에서 많은 성공을 거두었다. 전쟁 기간 내내 서부 전선의 제공권 우위는 독일 제국과 연합군 사이에서 여러 차례 바뀌었다. 이 제공권 다툼에서 최악의 손실은 신입 조종사들 사이에서 일어났으며, 이 손실 또한 하루나 이틀정도의 짧은 기간 동안 지속되었다. 포커 스콜지 시대의 생존자들 중 일부를 포함한 경험이 풍부한 조종사들이 이끄는 특수 전투기 부대의 출현은 전투기 부대의 효율성을 크게 증가시켰다.

### 1차 세계대전과 2차 세계대전 사이
1921년, 이탈리아의 공중전 이론가 기울리오 두헤는 하늘에서 미래의 전쟁이 결정될 것이라는 것을 전제로 한 책인 "공중사령부"를 출판했다. 당시 주류 군사 이론은 공군력을 전쟁에서 승리하는 전술로 보지 않았다. 두헤의 생각은 공군력이 결정적인 힘이 될 수 있고, 길고 비용이 많이 드는 소모전을 피할 수 있다는 것이었다. 19년 전쟁에서 두헤는 독일과 프랑스 사이의 미래 전쟁이 며칠 안에 끝날 것이라고 이론을 세웠다. 그는 목표가 미리 발표되고 모든 사람들이 대피하는 동안, 이 사건은 시민들을 공포에 떨게 하여 그들의 정부가 즉각 항복하도록 압박할 것이라고 추측했다. 제2차 세계 대전이 시작될 무렵, 두헤의 생각은 일부에 의해 기각되었지만, 전쟁이 계속되면서 항공기의 중요성에 대한 그의 이론이 전쟁에서의 사건들에 의해 명백하게 뒷받침되었다.

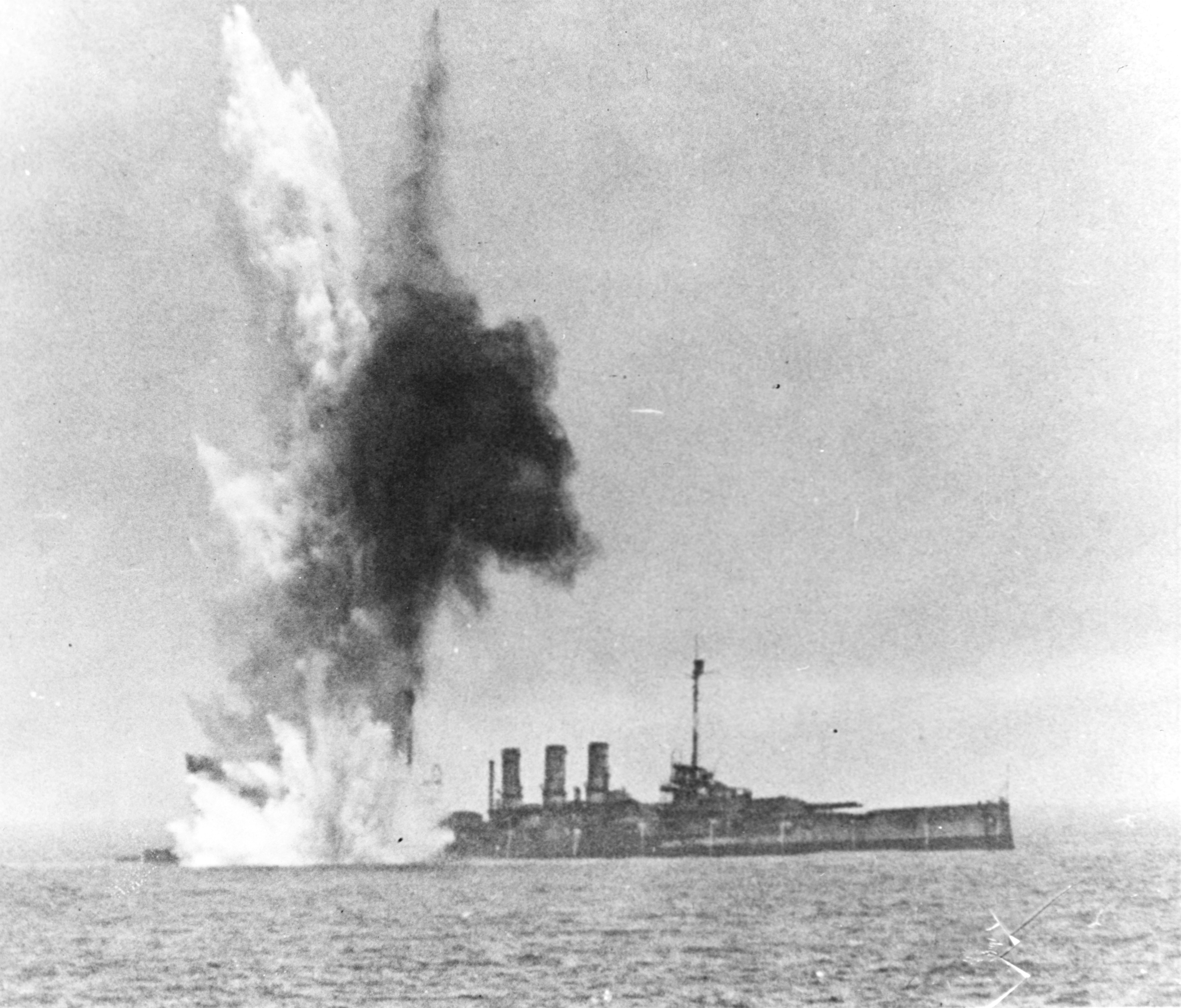
프로젝트 B의 해군 공군력 시연에서 2,000파운드의 폭탄 "니어 미스"가 선미 선체 판의 오스트프리슬란트에 심각한 손상을 입혔다.

1925년 영국 공군은 와지리스탄에서 처음으로 독립적인 작전을 수행하면서 다른 전쟁 형태와 격리된 상태에서 공중 패권의 능력을 시험했다. 리처드 핑크가 지휘하는 이 작전은 54일 동안 공중 공격과 공중 봉쇄를 결합하여 전투적인 부족들을 항복시키기 위해 공중전만을 사용했다. 이 작전은 영국 왕립공군을 위해 2명의 전사자만을 내고 부족들을 물리치는 데 성공했지만, 동시대의 비평가들은 이 작전이 공중전 단독으로 사용되었다는 것을 전적으로 확신하지는 않았다. 이러한 작전의 결과는 육군과 공중 작전의 결합이 더 짧은 시간 내에 원하는 결과를 가져왔을 것이라는 의견이다.
미국의 장군 빌리 미첼은 전쟁 사이 기간의 또 다른 영향력 있는 공군 이론가였다. 제1차 세계 대전 이후, 당시 미국 육군 항공국의 항공 서비스 부사령관이었던 메이슨 패트릭은 항공기가 전함을 침몰시킬 수 있다는 것을 증명하는 실탄 사격 훈련을 준비했다. 이 중 첫 번째는 1921년의 B프로젝트로, 나포된 독일 전함 SMS 오스트프리슬란트가 22분 만에 폭격기 비행에 의해 침몰했다.

### 제 2차 세계대전
제2차 세계 대전이 시작되었을 때, 양측은 공군력의 중요성에 대해 서로 다른 견해를 발전시켰다. 나치 독일은 독일 육군을 지원하기 위한 유용한 도구로 여겼으며, 이 접근법을 "날아다니는 포병"이라고 불렀다. 연합군은 특히 장거리 전략 폭격을 독일의 산업 중심지를 무력화시킬 수 있는 전쟁의 중요한 부분으로 보았다.
프랑스 전투 이후, 독일 공군은 서유럽에 대한 항공 우위를 확보했다. 브리튼 전투는 독일이 영국에 대한 항공 우위를 확립하기 위한 공동의 시도를 의미했다. 독일이 영국의 방공망을 공략하는 전략을 밀어붙이지 못하자 영국은 영토에 대한 항공 우위를 확립할 수 있었다. 이 작전은 영국 해협에 대한 독일군의 항공 우위를 부정하여 영국 해군의 힘에 맞서 해상 침공을 불가능하게 만들었다. 전략적으로, 전투가 끝날 때 국내외의 전반적인 상황은 영국과 독일 사이의 공중전에 대한 평가로 간주될 수 있다. 영국 전투로 알려진 공중전 이후, 독일군은 야간 폭격 전략으로 전환했고, 영국은 독일에 대한 공습을 반복했다.
바르바로사 작전 기간 동안, 루프트바페는 처음에 소련에 대한 항공 우위를 확보했다. 전쟁이 길어지면서 미국은 전투에 참여했고 연합군 공군은 항공 우위를 확보했고 결국 서부에서 우위를 점했다. (예를 들어, 독일 공군은 작전 개시 당일에 9,000대 이상의 연합군 항공기에 대항하기 위해 391대의 항공기를 동원했다.) 러시아는 동부 전선에서도 같은 일을 했는데, 이는 독일 공군이 연합군의 육상 작전을 효과적으로 방해할 수 없다는 것을 의미한다. 연합군은 독일의 산업 및 민간 중심지(루르와 드레스덴 포함)에 대한 전략적 폭격을 수행할 수 있었고, 동부 전선과 서부 전선에서 성공적으로 토지 전쟁을 추진할 수 있었다. 1944년 2월 말 빅 위크 공격 이후, 제8공군 사령관 지미 둘리틀은 1944년 3월부터 P-51 머스탱이 폭격기 편대보다 훨씬 앞서 비행하는 것을 허락했다. 이 작전은 1944년 3월에 시작되었고, 독일 공군의 전투기를 제거하기 위한 대규모 전투기 소탕 작전의 일환이었다. 연합군 항공기들은 독일 전투기들이 발견되는 곳이면 어디든 추격했고, 서유럽 전쟁의 나머지 기간 동안 폭격기들의 손실을 상당히 줄였다.

### 한국 전쟁

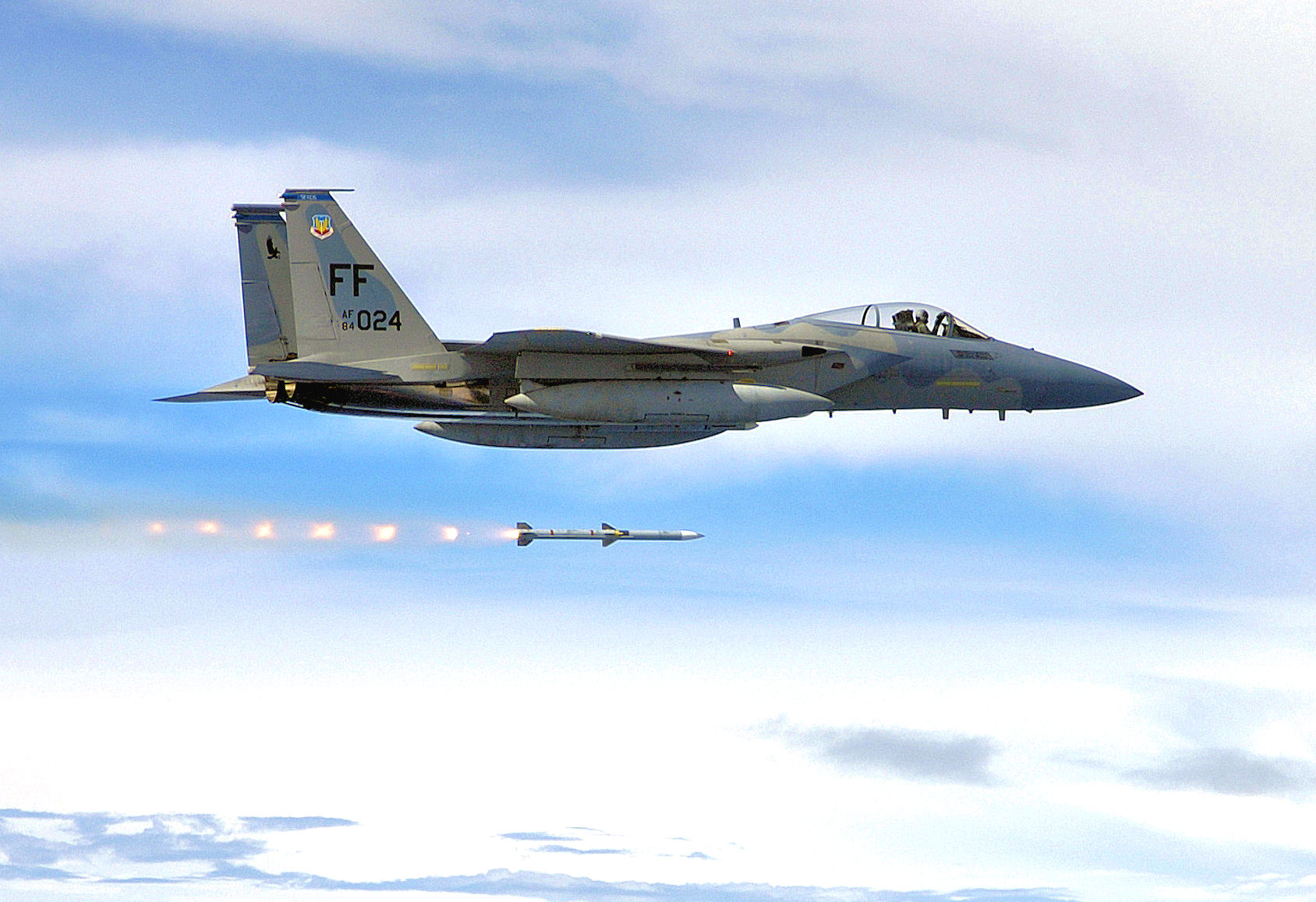
미국 공군 F-15C 이글 항공 우세 전투기

한국 전쟁은 공중전의 중요한 전환점을 의미하며, 전투에서 제트기가 중심적인 역할을 한 최초의 전투였다. P-51 머스탱, F4U 코르세어, 호커 씨 퓨리와 같은 한때 강력했던 전투기들은 제2차 세계 대전 동안 피스톤 엔진과 프로펠러 엔진으로 설계되었으며, 새로운 세대의 제트 동력 전투기들에게 제공권 확보를 수행하는 역할을 양보해야만 했다. 전투 초기에는 P-80 슈팅스타, F9F 팬서, 글로스터 메테이트 등 유엔기를 앞세운 전투기들이 조선인민공군(KPAF) 프로펠러 추진 소련 야코블레프 Yak-9과 라보치킨 La-9s를 장악했다. 1950년 8월 초, 조선인민공군의 항공기들은 약 20대로 줄어들었다.
그러나 1950년 10월 말 중국의 개입으로 조선인민군은 당시 세계에서 가장 진보된 전투기 중 하나였던 MiG-15를 받기 시작했다. 제트 추진력뿐만 아니라 스윕 윙도 장착한 MiG-15는 빠르게 유엔 전투기들을 능가했다. 이에 대응하여, 미국은 1950년 12월에 극장에 도착한 F-86 사브르 3개 중대를 파견했다. 보도에 따르면 사브르는 적의 공격으로 잃은 78대의 사브르와 맞바꾸어 792대의 MiG-15와 108대의 다른 항공기를 격추했다고 한다. 한편, 스트레이트 항공모함 기반의 제트기인 그루먼 F9F 팬서는 이 시기에 USN의 주축이 되어 비교적 좋은 성적을 거두었으며, 더 강력한 미그-15에 대항하여 7:2 교환 비율을 보유하고 있었다.

## 세계의 주요 전투기
현재 전 세계에서 운용 중이거나 운용예정인 4.5세대급 이상의 주요 전투기와 한국의 전투기의 주요 제원은 다음 표와 같다.
| 구분                | A/C        | 제작사 (국가)    | 크기(m) (기고x기장x기폭) | 엔진 (제작사) | 최대추력 (lbs)   | 최대이륙중량(kg) | 최대무장적재량(kg) | 최대 속도 (Mach) | 최대 항속거리 (Km)           |
| ------------------- | ---------- | ---------------- | ------------------------ | ------------- | ---------------- | ---------------- | ------------------ | ---------------- | ---------------------------- |
| 최신운용            | EF2000     | 영,독,이,스      | 5.3x16.0x11.1            | EUROJET       | 20,250x2         | 23,500           | 6,500              | 2.0              | 2,900                        |
| 최신운용            | F-2        | 일본             | 5.0x15.5x11.1            | IHI/GE        | 29,500x1         | 22,100           | 8,085              | 2.0              | 4,000                        |
| 최신운용            | F-22       | 미국             | 5.1x18.9x13.6            | PW            | 35,000x2         | 27,216           | 10,000             | 2.5              | 2.977 이상 with 2 EXT' tanks |
| 최신운용            | F-35A      | 미국             | 4.6x15.7x10.7            | PW            | 43,000x1         | 31,751           | 8,165              | 1.6              | 2,200                        |
| 최신운용            | F/A-18E/F  | 미국             | 4.9x18.4x13.7            | GE            | 22,000x1         | 30,209           | 8,029              | 1.6              | 3.074 with 3v48G/L tanks     |
| 최신운용            | JAS- 39E/F | 스웨덴           | 4.5x15.2x8.6             | GE            | 22,000x1         | 16,500           | 7,200              | 2.0              | 3,200                        |
| 최신운용            | Mig-35     | 러시아           | 5.2x17.4x1.2             | Klimov        | 19,840x2         | 17,500           | 4,500              | 2.0              | 3000 with 3xEXT' tanks       |
| 최신운용            | Rafale     | 프랑스           | 5.3x15.3.x10.9           | SNECMA        | 19,840x2         | 24,500           | 6,000              | 1.8              | 3,700                        |
| 최신운용            | Su-27      | 러시아           | 5.9x21.9x14.7            | Saturn-Lyulka | 27,557x2         | 33,000           | 16,620             | 2.4              | 3,676                        |
| 최신운용            | SU-35S     | 러시아           | 5.9x21.9x15.3            | Saturn-Lyulka | 31,970x2         | 34,500           | 8,000              | 2.3              | 4,498 with 2xEXT' tanks      |
| 개발 중 전력화 예정 | ATD-X      | 일본             | 4.5x14.2x9.1             | IHI/GE        | 15,000x2         | 13,000           | 미상               | 2.3              | 3,200                        |
| 개발 중 전력화 예정 | F/A-XX     | 미국             | 미상                     | 미상          | 미상             | 미상             | 미상               | 미상             | 미상                         |
| 개발 중 전력화 예정 | J-20       | 중국             | 4.7x22x13                | Saturn /선양  | 27,000~ 36,000x2 | 37,000           | 미상               | 2.5              | 3,000 이상                   |
| 개발 중 전력화 예정 | J-31       | 중국             | 4.8x18.8x11.5            | Kilmov        | 19,180x2         | 22,226           | 8,000              | 1.8              | 2000(전투) with EXT' fuel    |
| 개발 중 전력화 예정 | KFX        | 한국             | 4.5x15.6x10.7            | GE            | 21,500x2         | 24,000           | 미상               | 2.5              | 3,000 이상                   |
| 개발 중 전력화 예정 | Su-57      | 러시아           | 5.1x20.8x1.5             | Saturn-Lyulka | 31,966x2         | 37,000           | 10,000             | 2.0              | 5,509 with EXT' fuel         |
| 한국공군 운용/예정  | F-4E       | Mcdonnel Douglas | 5.0x19.2x11.8            | GE            | 17,900x2         | 28,030           | 7,250              | 2.2              | 3,181                        |
| 한국공군 운용/예정  | F-5E/F     | Northrop         | 4.1x14.5x8.1             | GE            | 5,000x2          | 11,214           | 3,175              | 1.6              | 2,481                        |
| 한국공군 운용/예정  | F-15K      | Boeing           | 5.6x19.4x13.1            | GE/PW         | 29,588x2         | 36,742           | 10,500             | 2.5              | 5,741 with CFTs              |
| 한국공군 운용/예정  | KF-16C/D   | Lockheed Martin  | 5.0x14.8x9.8             | GE/PW         | 29,588x2         | 19,742           | 6,895              | 2.0              | 3,889 with 3xEXT, tanks      |
| 한국공군 운용/예정  | FA-50      | KAI              | 4.8x13.1x9.5             | GE            | 17,700x1         | 9,053            | 4,763              | 1.5              | 2,589 with 3v150G/L tanks    |
| 한국공군 운용/예정  | F-35A      | Lockheed Martin  | 4.6x15.7x10.7            | PW            | 43,000x1         | 31,751           | 8,165              | 1.6              | 2,200                        |

## 같이 보기
- 캐나다군
- 비행금지구역
- 방공망 제압

## 참고 문헌
- Stokesbury, James L (1990). 《A Short History of the Korean War. New York: Harper Perennial》. ISBN 978-0688095130.
- Werrell, Kenneth P (2005). 《Sabres Over MiG Alley》. ISBN 978-1591149330.
- Osinga, Frans P. B. (2007년 1월 24일). 《Science, Strategy and War: The Strategic Theory of John Boyd》 (영어). Routledge. ISBN 978-1-134-19709-5
- 김영산 (2019년 2월 28일). 《현대 항공우주무기체계》. 페이지스. ISBN 9791196618100.
- 폴 케네디 (1990년). 《강대국의 흥망》. 한국경제신문사. ISBN 8947520233.
- 장완년, 이두형 외 역, 《21세기의 세계 군사와 중국 국방》 , 평단문화사, 2002년, ISBN 89-7343-184-6.
- Peter Hart (2012). “Bloody April: Slaughter in the Skies over Arras, 1917”. Orion. p. 35. ISBN 978-1-78022-571-5.
- Hart, Peter (2005). 《Bloody April : slaughter in the skies over Arras, 1917》. London: Weidenfeld & Nicolson. ISBN 0-297-84621-3.
- Mackersey, Ian (2012). 《No empty chairs : the short and heroic lives of the young aviators who fought and died in the First World War》. London. ISBN 978-0-297-85994-9
- Gray, Peter Laurence (1987). 《German aircraft of the First World War》 2판. Baltimore, Md.: Nautical & Aviation Pub. Co. of America. ISBN 0-933852-71-1.
- Douhet, Giulio (1983). 《The command of the air》. Washington, D.C.: Office of Air Force History. ISBN 0-912799-10-2.
- Mitchell, William (2009). 《Winged Defense : the Development and Possibilities of Modern Air Power-economic and Military.》. Alabama: University of Alabama Press. ISBN 978-0-8173-8304-6.